# ガーシュウィン賞

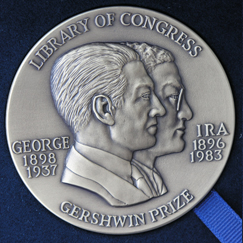
ガーシュウィン賞のメダル。ガーシュウィン兄弟が描かれている。2007年にポール・サイモンに贈られたもの。

ガーシュウィン賞（英: Gershwin Prize, ガーシュウィンしょう）は、ポピュラー音楽で世界の文化に大きな影響を与えた作曲家・演奏家に贈られる賞。正式名称は"The Library of Congress Gershwin Prize for Popular Song"（直訳すると「ポピュラー音楽のための議会図書館ガーシュウィン賞」）。
2007年から、米国議会図書館（LC）が授賞を開始した。賞の名前は、アイラとジョージのガーシュウィン兄弟にちなむ。
第1回の受賞者はポール・サイモンで、その際の記念ガラ・コンサート（2007年）はDVD化もされた。第2回（2009年）の受賞者にはスティーヴィー・ワンダーが選ばれ、同年2月25日にホワイトハウスで授賞式とコンサートが行われた。その後も、ポール・マッカートニー、バート・バカラックとハル・デヴィッド、キャロル・キング、ビリー・ジョエルといった著名なミュージシャンが受賞している。

## 歴代受賞者
- 2007年 - ポール・サイモン[1]
- 2009年 - スティーヴィー・ワンダー[2]
- 2010年 - ポール・マッカートニー[3]

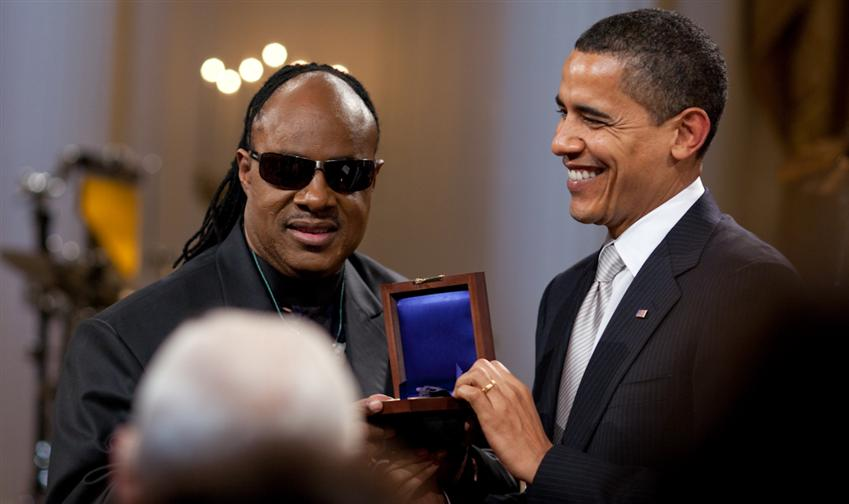
スティーヴィー・ワンダーにメダルを贈るバラク・オバマ大統領

- 2012年 - バート・バカラック と ハル・デヴィッド[4]
- 2013年 - キャロル・キング[5]
- 2014年 - ビリー・ジョエル[6]
- 2015年 - ウィリー・ネルソン[7]
- 2016年 - スモーキー・ロビンソン[8][9]
- 2017年 - トニー・ベネット[10][11]
- 2019年 - エミリオ・エステファンとグロリア・エステファン[12][13]
- 2020年 - ガース・ブルックス[14][15]
- 2022年- ライオネル・リッチー[16]
- 2023年- ジョニ・ミッチェル[17][18]
- 2024年- バーニー・トーピンとエルトン・ジョン [19][20]